# Mitridate (nome)
Mitridate  è un nome proprio di persona italiano maschile.

## Varianti in altre lingue
- Francese: Mithridate
- Greco antico: Μιθριδάτης (Mithridā́tēs)[3][5]
- Greco moderno: Μιθριδάτης (Mithridatīs)
- Inglese: Mithridates
- Latino: Mithridātēs[1], Mitridates[3]
- Persiano: مهرداد (Mehrdad)[5]
  - Persiano antico: 𐎷𐎰𐎼𐎭𐎠𐎫 (Mithradatha)[5]
- Portoghese: Mitrídates
- Spagnolo: Mitrídates

## Origine e diffusione

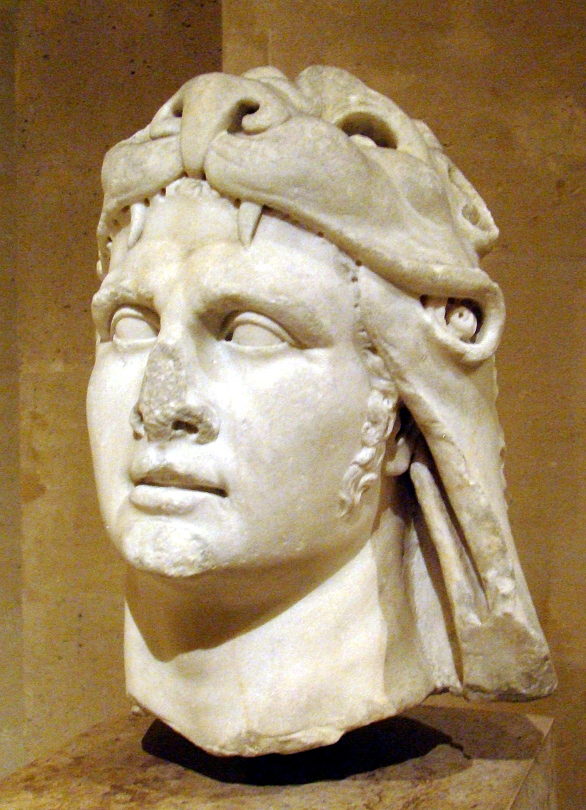
Busto di Mitridate VI del Ponto conservato al Louvre

Deriva, tramite il greco Μιθριδάτης (Mithridā́tēs) e il latino Mithridātēs, dall'antico nome persiano 𐎷𐎰𐎼𐎭𐎠𐎫 (Mithradatha); si tratta di un nome teoforico, avente il significato di "dono di Mitra" (un'importante divinità indoiranica, poi adottata anche da diverse altre religioni).
Si tratta di un nome rarissimo in Italia, ricordato più che altro per ragioni storiche: venne infatti portato, fra gli altri, da Mitridate VI, re del Ponto, uno dei più accaniti avversari della Repubblica romana, che trascinò nelle tre guerre mitridatiche, la cui storia è ricordata in diverse opere letterarie e teatrali.

## Onomastico
Il nome è adespota, cioè non è portato da alcun santo: l'onomastico ricade eventualmente il 1º novembre, giorno di Ognissanti.

## Persone
- Mitridate I del Bosforo, re del Bosforo Cimmerio
- Mitridate II del Bosforo, re del Bosforo Cimmerio
- Mitridate I di Cio, governatore di Cio
- Mitridate II di Cio, governatore di Cio
- Mitridate I di Commagene, re di Commagene
- Mitridate II di Commagene, re di Commagene
- Mitridate III di Commagene, re di Commagene
- Mitridate I di Partia, re dei Parti
- Mitridate II di Partia, re dei Parti
- Mitridate III di Partia, re dei Parti
- Mitridate IV di Partia, re dei Parti
- Mitridate I del Ponto, re del Ponto
- Mitridate II del Ponto, re del Ponto
- Mitridate III del Ponto, re del Ponto
- Mitridate IV del Ponto, re del Ponto
- Mitridate V del Ponto, re del Ponto
- Mitridate VI del Ponto, re del Ponto

### Variante Mehrdad
- Mehrdad Minavand, calciatore iraniano
- Mehrdad Pooladi, calciatore iraniano